# Naofumi Yamamoto
Naofumi Yamamoto (山本 尚史) (nascido em 1 de agosto de 1977) é um lutador de wrestling é boxer japonês Em 2011 no Draft Suplementar ele foi contratado pela WWE trabalhando na brand Raw onde lutou sob o nome de Yoshi Tatsu sendo demitido em 2014.

## Carreira

### New Japan Pro Wrestling (2002-2008)
Em 27 de dezembro de 2003 Yamamoto perdeu para Ryusuke Taguchi para entrar no car do show anual do New Japan no Tokyo Dome.
Em 26 de julho de 2004, Yamamoto derrotou Yujiro Takahashi, em sua estréia no Korakuen Hall.
Depois de Togi Makabe fazer seu retorno em 8 de janeiro de 2006, ele fez um time com Toru Yano, perdendo para Osamu Nishimura e Naofumi Yamamoto.
http://www.wwe.com/content/media/images/Superstars/bio/10812518

### World Wrestling Entertainment (2008-2014)

#### Território de desenvolvimento (2008-2009)
Em fevereiro de 2008, Yamamoto deixou a New Japan Pro Wrestling depois do período de renovações contratuais anuais, assinando um contrato de desenvolvimento com a WWE, sendo mandando para Florida Championship Wrestling. Na FCW, Yamamoto teve várias mudanças em seu nome, primeiramente competindo como Yamamoto, depois como Yoshitatsu, finalmente se estabilizando como Yoshi Tatsu.

#### ECW (2009-2010)
Em 30 de junho de 2009, Yamamoto estreou na brand ECW sob o nome de Yoshi Tatsu. Ele teve sua primeira luta na mesma noite, derrotando Shelton Benjamin.
No dia 9 de Julho lutou contra Benjamin novamente mas foi derrotado logo após um paydirt. Ele teve uma chance de lutar pelo ECW Championship contra o campeão Christian, mas acabou perdendo.Ele e Goldust venceram Trent Barreta e Caylen Croft,por isso ganharam uma chance pelo título de duplas.Lutarão pelo titulo de tag team contra Big Show & The Miz.No último episódio da brand ECW Perderam a chance desse título.

#### Raw (2010-2011)
Com o fim da ECW, Yoshi foi transferido para o Raw, estreando em uma 6-Man Tag Team match com Kofi Kingston e Evan Bourne contra Randy Orton, Ted DiBiase e Cody Rhodes.
No WrestleMania XXVI, Yoshi ganhou uma battle royal envolvendo 26 lutadores, ao eliminar por último Zack Ryder, em uma luta não-televisionada.

#### SmackDown (2011-2014)
Yoshi se tornou pro na quinta temporada do NXT, o NXT Redemption, tutelando Byron Saxton e se envolvendo em uma rivalidade com Ted DiBiase e Lucky Cannon pelo amor de Maryse. No episódio de 10 de maio, Saxton traiu Yoshi, se recusando a tê-lo como pro.
No Draft Suplementar de 2011, Yoshi foi transferido para o SmackDown. Em um dos episódios da quinta temporada do NXT, Tatsu estreou uma nova roupa, provavelmente uma nova gimmick.
Foi demitido a 12 de Julho de 2014

## No wrestling
- Movimentos de finalização
  - Roundhouse kick[7] - 2010-presente
  - Top-rope spinning heel kick[8][9]

- Movimentos secundários
  - Traditional Spinning Back kick (reverse side kick)|Back kick[10][11]
  - Double high knees no peito de um oponente no córner[12]
  - Japanese arm drag[7]
  - Knife-edge chops[13]
  - Northern Lights suplex[14]
  - Octopus stretch[15]
  - Roaring elbow[16]
  - Shining Wizard[7]
  - Shoot kick ao peito, as vezes antes de um rolling snapmare[17]
  - Spinning heel kick[18]
  - Top-rope crossbody[19]
  - Top-rope overhead chop[8]
  - Twisting elbow drop[8]

- Alcunhas
  - "The Cardiac Kid"[20][21]
  - "The Rising Sun"

- Temas de entrada
  - World Wrestling Entertainment / WWE
    - "J-Pop Drop" por Tom Haines e Christopher Branch (30 de junho de 2009–presente)